# یارکووتسی
یارکووتسی (به صربی: Jarkovci) یک منطقهٔ مسکونی در صربستان است که در Inđija Municipality واقع شده‌است. یارکووتسی ۶۰۴ نفر جمعیت دارد.